# Ёлкинское сельское поселение (Ростовская область)
Ёлкинское сельское поселение — муниципальное образование в Багаевском районе Ростовской области.
Административный центр поселения — хутор Ёлкин.

## Административное устройство
В состав Ёлкинского сельского поселения входят:
- хутор Ёлкин
- хутор Верхнеянченков
- хутор Кудинов

## Население
| 2010  | 2012  | 2013  | 2014  | 2015  | 2016  | 2017  |
| ----- | ----- | ----- | ----- | ----- | ----- | ----- |
| 4520  | ↘4457 | ↘4420 | ↘4386 | ↗4465 | ↗4472 | ↘4463 |
| 2018  | 2019  | 2020  | 2021  |       |       |       |
| ↘4438 | ↘4413 | ↘4407 | ↘4398 |       |       |       |